# Engin Atsür
Engin Atsür (Istanbul, 2 aprile 1984) è un cestista turco con cittadinanza tedesca.

## Carriera
È una guardia di 193 centimetri, dotata di aggressività, visione di gioco e velocità di esecuzione. Dopo gli esordi nelle giovanili dell'Efes Pilsen Istanbul, passa al Pertevniyal e poi nella NCAA, con North Carolina State, e gioca anche nelle competizioni internazionali con la nazionale di pallacanestro della Turchia. Nel 2007 viene ingaggiato dalla Benetton basket Treviso.
Nel 2007 è stato convocato per gli Europei in Spagna con la maglia della nazionale della Turchia.

## Palmarès
- Campionato turco: 3

Efes Pilsen: 2008-09
Fenerbahçe Ülker: 2010-11
Galatasaray: 2012-13
- Coppa di Turchia: 2

Efes Pilsen: 2008-09
Fenerbahçe Ülker: 2010-11